# Skrakörarna, Nagu
Skrakörarna är en ö nära Stenskär i Nagu,  Finland.   Den ligger i Pargas stad i den ekonomiska regionen  Åboland  och landskapet Egentliga Finland. Ön ligger omkring 3 kilometer väster om Stenskär, omkring 14 kilometer söder om Nagu kyrka,  44 kilometer söder om Åbo och 160 km väster om Helsingfors. Närmaste allmänna förbindelse är förbindelsebryggan vid Grötö som trafikeras av M/S Nordep och M/S Cheri.